# Міністерство охорони здоров'я Молдови
Міністерство охорони здоров'я Молдови (рум. Ministerul Sănătăţii) є центральним спеціалізованим органом державного управління Республіки Молдова, який забезпечує реалізацію державної політики у ввірених йому сферах діяльності.
Міністерство має завдання аналізувати ситуацію та проблеми в керованих сферах діяльності, розробляти ефективну державну політику у сфері, передбаченій пунктом 6, здійснювати моніторинг якості політик та нормативних актів та пропонувати обґрунтовані втручання держави, які забезпечать ефективні рішення у сферах компетенції, забезпечуючи найкращий взаємозв'язок між очікуваними результатами та очікуваними витратами. Міністерство здійснює функції, встановлені цим Положенням у сфері охорони здоров'я.

## Основні функції
- співпраця, відповідно до національного законодавства, зі спеціалізованими установами з-за кордону у сфері, зазначеній у пункті 6;
- моніторинг оцінки та позиції Республіки Молдова в рамках міжнародних показників та рейтингів, пов'язаних з її конкретними сферами, та розробка пропозицій щодо їх покращення;
- здійснення моніторингу сприйняття громадянами та суб'єктами господарювання щодо державної політики, нормативних актів та діяльності держави у сфері діяльності, що належить міністерству, та розроблення пропозицій щодо її вдосконалення;

- моніторинг якості державної політики та нормативно-правових актів у сфері діяльності, що характерна для Міністерства, у тому числі у співпраці з громадянським суспільством та приватним сектором;
- виконання нормативних актів та виконання міжнародних договорів Республіки Молдова у сфері, передбаченій пунктом 6, підготовка звітів про їх виконання;
- експертиза та погодження проектів нормативно-правових актів, розроблених іншими органами державного управління та поданих на експертизу;
- розроблення, затвердження та реалізація стратегій секторальних видатків, подання пропозицій щодо розроблення середньострокової бюджетної бази, розроблення бюджетних пропозицій у сфері, передбаченій пунктом 6, річного плану діяльності, а також щорічний моніторинг ступеня їх виконання шляхом розроблення та оприлюднення відповідних звітів;
- організація систем планування, виконання, обліку та бюджетної звітності в межах Міністерства та, у відповідних випадках, у межах підпорядкованих бюджетних установ;
- забезпечення управління бюджетними асигнуваннями та адміністрування вотчини, відповідно до принципів належного врядування;
- координація та моніторинг діяльності підпорядкованих адміністративних органів та державних установ, в яких Міністерство має повноваження засновника;
- забезпечення через державні медико-санітарні установи, що входять до сфери його компетенції, надання медичних послуг відповідно до галузевої програми надання медичних послуг для визначеного контингенту, що розробляється та затверджується щорічно Міністерством, а також фінансування комунальними медико-санітарними закладами медичних послуг, що надаються в межах галузевої програми надання медичних послуг за рахунок коштів державного бюджету;
- управління, відповідно до закону, програмами міжнародної фінансової допомоги для підтримки реформ системи медичної допомоги та соціального захисту;
- здійснення інших специфічних функцій.

## Історія найменування
Міністерство охорони здоров'я було створено 6 червня 1990 року, будучи призначеним на той момент Міністерством охорони здоров'я Молдавської РСР Молдова. Згодом, протягом багатьох років, після реструктуризації всередині Уряду Республіки Молдова, назва установи кілька разів змінювалося.
- Міністерство охорони здоров'я та соціального захисту (2005)
- Міністерство охорони здоров'я, праці та соціального захисту (2017–2021)
- Міністерство охорони здоров'я (1990–2005); (2005–2017); (2021–дотепер)